# 5-ті (королівські ірландські) улани
5-ті (королівські ірландські) улани (англ. 5th (Royal Irish) Lancers) — кавалерійський полк Британської армії сформований у 1689 році як драгунський, розформований у 1799 і знову сформаваний у 1858 році. У 1861 році переформований в уланський. Розформований у 1921 році, але у 1922 один ескадрон полку був відтворений та об'єднаний з 16-ми уланами у 16-ті/5-ті улани.